# Seaside (Kalifornia)
Seaside város az USA Kalifornia államában, Monterey megyében. Lakosainak száma 32 366 fő (2020. április 1.).

## Népesség
A település népességének változása:

| 2010 | 33 025 |
| 2020 | 32 366 |